# Gabriel Blanchard
Pour les articles homonymes, voir Blanchard.
Louis-Gabriel Blanchard né à Paris le 26 décembre 1630 et décédé dans la même ville le 30 avril 1704 est un peintre, académicien et marchand de tableaux français.

## Biographie
Fils du peintre Jacques Blanchard (1600-1638), il appartient à une famille de peintres par sa grand-mère maternelle dont le frère est le peintre Nicolas Baullery (1560-1630) qui fut le maître d'apprentissage de son père. Son oncle paternel Jean-Baptiste Blanchard (après 1602-1655) est également peintre.
Il est agréé le 26 mai 1663, et reçu avec un tableau représentant une Allégorie à la naissance du Dauphin futur, roi Louis XIV représentant la Sagesse tenant le livre rappelant la force de la loi salique, L'Abondance tenant une corne d'abondance et semant des pièces d'or et la Justice foulant les ennemis. Il est peintre du Roi. Devenu marchand de tableaux, il va entre autres acheter en 1669 à Roger du Plessis-Liancourt, duc de La Roche-Guyon, un tableau d'Annibal Carrache qui est aujourd'hui la propriété du musée du Louvre, et en dépôt au musée des beaux-arts d'Orléans. 
En 1671, il donne devant l'Académie royale de peinture et de sculpture une conférence qui fera date dans le cadre de la querelle du dessin et de la couleur et sera relue plusieurs fois dans les années suivantes,. Il cite les maîtres de la couleur (Venise) ; Zeuxis dans l'Antiquité, (en opposition à Apelle champion du dessin) Giorgione, Rubens, Titien, Tintoret, Véronèse. L'année suivante, le 9 janvier 1672 Charles Le Brun donne son sentiment sur le discours du mérite de la couleur et soutient avec Louis-Gabriel Blanchard, Roger de Piles dans son combat pour la défense des coloris et de la sensualité dans la peinture avec les autres partisans que sont Charles de La Fosse, Ludovico Dolce, Jean Jouvenet et Pierre Mignard premier peintre du roi et successeur de Charles le Brun. Les partisans de la ligne ou dessin (Florence),(Apelle étant son champion) sont : Giorgio Vasari (1511-1574), Giovanni Pietro Bellori (1613-1696), Giovanni Paolo Lomazzo (1538-1598), Federico Zuccaro (1543-1609), Philippe de Champaigne (1602-1674) et l'architecte et historiographe André Félibien (1619-1695). Colbert lui demande en 1672 de faire un voyage de prospection en Espagne, afin de trouver des tableaux répondant aux goûts de Louis XIV, qui à un faible pour la peinture italienne. 
En 1682, il reçoit commande de Gabriel Vendages de Malapeire d'un tableau pour la décoration de sa chapelle Notre-Dame du Mont Carmel qu'il a édifiée à partir de 1671 dans le couvent des Grands Carmes à Toulouse
Vers 1685, il reçoit la commande de la décoration du château de Choisy-le-Roi que mademoiselle de Montpensier vient de faire réaliser par les architectes Ange-Jacques Gabriel. Il y travaille en compagnie du sculpteur Étienne Le Hongre et des peintres Le Moyne, Van der Meulen, Jean-Baptiste Monnoyer et Charenton. Antoine Coypel décora le Pavillon de l'Aurore et Charles de La Fosse (1636-1716) la chapelle. Le 16 avril 1685, il effectue un second voyage en Espagne toujours à la demande de Colbert pour le même motif.

## Œuvres
- 1658 (?) - Les douze mois, en grisaille, sous la forme de groupes d'enfants, 12 panneaux rectangulaires peints pour le salon ovale du Château-Vieux de Meudon [détruit]
- 1663 -  Allégorie à la naissance du Dauphin,futur roi Louis XIV, HST, dim ; H : 1,14 m × L : 1,43 m, château de Versailles
- 1670 - Saint-André, HST, May de la cathédrale Notre-Dame de Paris, chapelle Saint-Vincent de Paul, bas-côtés nord ; offert par la corporation des Orfèvres le 1er mai 1670
- 1671 - Château de Versailles, Diane découvrant son berger Endymion endormi, HST, dim ; H : 3,19 m × L : 2,10 m. Salon de Diane, salle de billard du roi ; en opposition à Iphigénie sauvée par Diane de Charles de Lafosse au-dessus de la cheminée. Musée du Château et de Trianon
- 1672 c Château de Versailles, L'Afrique, huile, enduit, écoinçon angle, voussure sud-est du plafond, grand appartement, salon d'Apollon. Achevé en 1681
- 1672 - Château de Versailles, L'Europe, peinture sur enduit, écoinçon d'angle, voussure nord-ouest, Salon d'Apollon, Grand appartement. Achevé en 1681
- 1673 - Vespasien faisant élever le Colisée à Rome, HST esquisse, papier marouflé sur toile, dim. H : 27 cm × L : 55 cm vente Paris
- 1673 - Château de Versailles, Vespasien faisant élever le Colisée à Rome, modello pour la voussure sud du plafond du salon d'Apollon dans les Grands appartements Inv : MV 8968
- 1674 - Château de Versailles,  Vespasien faisant élever le Colisée à Rome, HST marouflée voussure sud du plafond du salon d'Apollon, grands appartements
- 1675 - Château de Versailles
- 1676 c Château de Versailles, Coriolan levant le siège de Rome à la demande de sa mère, HST, marouflée, commande de Louis XIV grand appartement, salon d'Apollon
- 1678 c Château de Versailles
- 1679 -
- 1680 - Diane présidant à la navigation et à la chasse, HST marouflé, commande de Louis XIV, Grand appartement Château de Versailles
- 1682 - La Purification de la Vierge, HST ; SDbd, Dim ; H : 3,14 m × L : 4,01 m Musée des Augustins à Toulouse
- N - D - Sainte Famille, HST, Grand tableau pour le revers du maître-autel de l'église N.D de Versailles (au recto l'Assomption de la Vierge par Michel Corneille)
- N - D - Le Triomphe de Diane, HST (Musée des beaux-arts de Rouen)
- 1685 c  - Décoration du Château de Mademoiselle de Montpensier à Choisy-le-Roi dans le Val-de-Marne
- 1687 - Château de Versailles
- 1699 - Château de Versailles
- 1700 - Château de Versailles

## Musées, édifices
- Versailles, Yvelines, musée du Château et de Trianon
- Versailles, église Notre-Dame (Sainte Famille) au dos tableau de Michel Corneille le Jeune (Assomption de la Vierge) aujourd'hui au musée de Tours en Indre-et-Loire
- Toulouse, Haute-Garonne, musée des Augustins
- Tours, Indre-et-Loire, musée
- Rouen, Seine-Maritime, musée des Beaux-Arts